# 島田貴斗
島田 貴斗（しまだ たかと、1971年5月16日 - ）は、日本のミュージシャン、作曲家、ベーシスト。
大阪府大阪市出身。

## 経歴
1993年「ブラック・ジャック (OVA)」主題歌でメジャーデビュー。「重甲ビーファイター」挿入歌等の楽曲提供、LIVEサポートで活動。

## 作品
- 「記憶の君へ」　ブラック・ジャック (OVA)　カルテIV〜Vオープニング 作詞・作曲：島田貴斗 編曲：中村修司 歌：ANOTHER MOON

- 「出撃！ビートマシン」　重甲ビーファイター（挿入歌） 作曲：島田貴斗　作詞：八手三郎 編曲：石田勝範 歌：石原慎一

- 「戦え!!メガヘラクレス」　重甲ビーファイター（挿入歌） 作曲：島田貴斗　作詞：八手三郎 編曲：石田勝範 歌：石原慎一